# Wiry-au-Mont
Wiry-au-Mont település Franciaországban, Somme megyében. Lakosainak száma 105 fő (2022. január 1.). Wiry-au-Mont Mérélessart, Allery, Citerne, Fontaine-le-Sec, Vergies és Woirel községekkel határos.

## Népesség
A település népessége az elmúlt években az alábbi módon változott:
| Lakosok száma | 123  | 122  | 121  | 121  | 118  | 115  | 112  | 108  | 105  |
|               | 2013 | 2015 | 2016 | 2017 | 2018 | 2019 | 2020 | 2021 | 2022 |